# Зимбабвеански долар
Зимбабвеански долар је бивша званична валута Зимбабвеа до 2009. године, са три периода инфлације. Данас су у оптицају у Зимбабвеу јужноафрички ранд, боцванска пула, евро, британска фунта а у званичним трансакцијама користи се амерички долар.
Један зимбабвеански долар има 100 центи. Ковани новац од једног цента више није у оптицају. Од августа 2006. године у оптицају је нови зимбабвеански долар (ZWD) у виду бонова који је заменио стари у паритету: 1.000 старих зимбабвеанских долара = 1 нови зимбабвеански долар. У септембру 2006. за 1 амерички долар на црном тржишту се могло добити око 1.000 нових зимбабвеанских долара, а у децембру око 3.000. Бонови су штампани у апоенима од по 1, 5, 10 и 50 центи те 1, 10, 20, 50, 100, 500, 1.000, 10.000 и 100.000 долара.
На крају 2006. године инфлација (хиперинфлација) на годишњем нивоу износила је 1099%, а у 2008. је износила 231.000.000%. Крајем 2009. донета је одлука да се ова валута укине.
Међународни код валуте је ZWD.